# Темяково
Темяко́во (баш. Темняков) — деревня в Шаранском районе Республики Башкортостан Российской Федерации. Входит в состав Старотумбагушевского сельсовета. Основана в 1893 году как товарищество, имела разные формы названия, в 1950-х годах — село.

## География

### Географическое положение
Находится в северной части района, на правом берегу речки Ардяшка, южная часть деревни граничит с деревней Елань-Елга. Расстояние до:
- районного центра (Шаран): 18 км,
- центра сельсовета (Старотумбагушево): 11 км,
- ближайшей ж/д станции (Туймазы): 50 км.

### Климат
Деревня, как и весь район, относится к лесостепной зоне, климат характеризуется как умеренно континентальный со всеми его особенностями: неустойчивость и резкие перемены температуры, неравномерное выпадение осадков по годам и временам года. В деревне довольно суровая и снежная зима с незначительными оттепелями, поздняя прохладная и сравнительно сухая весна, короткое жаркое лето и влажная прохладная осень.
| Показатель                                                | Янв. | Фев. | Март | Апр. | Май | Июнь | Июль | Авг. | Сен. | Окт. | Нояб. | Дек. |
| --------------------------------------------------------- | ---- | ---- | ---- | ---- | --- | ---- | ---- | ---- | ---- | ---- | ----- | ---- |
| Средний суточный максимум, °C                             | −7   | −6   | −2   | 9    | 18  | 23   | 24   | 22   | 17   | 8    | −1    | −6   |
| Средний суточный минимум, °C                              | −16  | −15  | −8   | 0    | 6   | 11   | 13   | 11   | 7    | 1    | −6    | −13  |
| Норма осадков, мм                                         | 27   | 24   | 26   | 33   | 49  | 60   | 53   | 51   | 46   | 49   | 35    | 33   |
| Источник: Климат Темяково. Дата обращения: 7 ноября 2022. |      |      |      |      |     |      |      |      |      |      |       |      |

## История
Деревня была основана в 1893 году и имела разные формы названия — например, Темняковка, Темниковка, Темяково. Первые переселенцы были из селения Стрена Тамбовской губернии.
В 1895 году учтена как деревня Темниковского товарищества Никольской волости VI стана Белебеевского уезда Уфимской губернии. По описанию, данному в «Оценочно-статистических материалах», деревня находилась по ровному месту, через владение с запада на восток протекала речка Ардяш с несколькими притоками. Надел находился в одном месте, вокруг селения. Угодья делились по числу пайщиков. К этому времени пашня увеличилась за счёт леса. Поля располагались по довольно высокому бугру, находясь до 1,5 вёрст от селения. Почва — суглинистый чернозём, выгона не было. Лес находился к западу от селения отдельными островками по ровной местности и отчасти по оврагам. В 1905 году — деревня Темниковка той же волости на просёлочной дороге.
По данным подворной переписи, проведённой в уезде в 1912—1913 годах, посёлок Темниковский входил в состав Темниковского сельского общества Шаранской волости. Была школа. Надельной земли не было; 550,75 десятин земли было куплено товариществом (из неё 4 десятины сданы в аренду), 9,25 — арендовано. Посевная площадь составляла 219,16 десятин, из неё 96,5 десятин занимала рожь, 36,01 — овёс, 22,91 — греча, 18,14 — пшеница, 17,04 — просо, 10,79 — картофель, 10 — конопля, 5,14 — лён, остальные культуры (горох и полба) занимали 2,63 десятины. Из скота имелись 133 лошади, 224 головы крупного рогатого скота, 668 овец и 242 свиньи.
В 1923 году произошло укрупнение волостей, деревня осталась в составе Шаранской волости Белебеевского кантона Башкирской АССР.
В 1920-е годы население деревни быстро увеличивалось, сюда переезжали семьи из деревень Искра и Ладонь. В 1924—1927 годах было организовано товарищество по обработке земли, в 1929 году жители вступили в колхоз «Интернационал», а в 1932 году — в состав колхоза им. Крупской. В 1930 году открыли пункт ликбеза, а затем начальную школу.
В 1930 году в республике было упразднено кантонное деление, образованы районы. Деревня вошла в состав Бакалинского района, а в 1935 году — в состав вновь образованного Шаранского района. В 1939 году — деревня Темниковка Темниковского сельсовета (или Темняково Темняковского сельсовета с центром в деревне Идяш-Костеево) Шаранского района.
В 1942 году колхоз стал называться «Красный Колос». В те годы был открыт пункт Госсортфонда, обеспечивавший семенами зерновых колхозы пяти соседних районов. Также были открыты медпункт и зооветеринарный участок. В 1949 году колхоз «Красный Колос» вместе с другими объединился в колхоз им. Крупской, а в 1957 году селение стало центром отделения совхоза «Шаранский».
В 1952 году зафиксирована как село Темняково того же сельсовета. 15 июля 1953 года Старо-Тумбагушевский и Темняковский сельсоветы были объединены в Кичкиняшевский с центром в селе Старо-Кичкиняш. В 1959 году — село Темняково Кичкиняшевского сельсовета Шаранского района, затем — деревня с тем же названием. Вскоре сельсовет был переименован в Старотумбагушевский, а центр перенесён в деревню Старотумбагушево.
В начале 1963 года в результате реформы административно-территориального деления деревня была включена в состав Туймазинского сельского района, с марта 1964 года — в составе Бакалинского, с 30 декабря 1966 года — вновь в Шаранском районе.
В 1988 году деревня стала центром совхоза «Темняковский», в 2003 году преобразованного в КФХ «Искра».
На 2015 год в личных подсобных хозяйствах деревни содержалось 55 голов крупного рогатого скота (в том числе 26 коров), 36 свиней, 55 овец и коз, 170 голов птицы.

## Население
На 2015 год в деревне было зарегистрировано 139 человек (из них 15 детей до 7 лет, 16 детей от 7 до 16 лет, 44 мужчины и 37 женщин трудоспособного и 9 мужчин и 18 женщин старше трудоспособного возраста) в 39 семьях.
| Год  | Число жителей | Мужчин | Женщин | Дворов | Преобладающие национальности        |
| ---- | ------------- | ------ | ------ | ------ | ----------------------------------- |
| 1895 | 189           | 91     | 98     | 24     | ?                                   |
| 1902 | ?             | 96     | ?      | 33     | крестьяне-собственники              |
| 1905 | 223           | 111    | 112    | 29     | ?                                   |
| 1912 | 269           | 135    | 134    | 38     | переселенцы-собственники из русских |
| 1917 | 278           | ?      | ?      | 38     | все русские                         |
| 1920 | 284           | 128    | 156    | 40     | ?                                   |
| 1920 | 297           | ?      | ?      | 40     | все русские                         |
| 1925 | ?             | ?      | ?      | 55     | ?                                   |
| 1939 | 384           | 173    | 211    | ?      | ?                                   |
| 1959 | 143           | 60     | 83     | ?      | русские                             |
| 1970 | 163           | 68     | 95     | ?      | русские                             |
| 1979 | 136           | 70     | 66     | ?      | русские                             |
| 1989 | 98            | 48     | 50     | ?      | марийцы, русские                    |
| 2002 | 127           | 62     | 65     | ?      | русские (49 %), марийцы (33 %)      |
| 2010 | 107           | 50     | 57     | ?      | ?                                   |

## Инфраструктура
Имеется начальная школа (филиал средней школы № 2 села Шаран; новое здание, совмещённое с фельдшерско-акушерским пунктом, построено в 2003 году), действуют молочно-товарная ферма, машинно-тракторная мастерская, зерносклад, пилорама и пасека, а также магазин «Ассорти» и ещё один магазин товаров повседневного спроса. К востоку от деревни расположены два небольших кладбища (площадь 0,14 и 0,20 га, заполненность 80 %). Деревня электрифицирована и газифицирована, имеется водопровод (скважина на южной окраине деревни пробурена в 1990 году, на восточной — в 1977 году). В деревне четыре улицы — Зелёная, Луговая, Октябрьская и Рабочая, представляющие собой грунтовые дороги (подъезд до деревни покрыт щебнем), протяжённость улично-дорожной сети составляет 3,029 км. Суммарная площадь каменных жилых домов составляет 1243 м², деревянных — 980,6 м². Деревню обслуживает Шаранская центральная районная больница; фельдшерско-акушерский пункт находится в самой деревне, почтовое отделение и основная школа — в деревне Старотумбагушево.

### Комментарии
1. ↑  официальные данные переписи
2. ↑  данные современного подсчёта по сохранившимся подворным карточкам